# Komando specjalne Szamil
Komando specjalne "Szamil" (niem. Nordkaukasisches Sonderkommando "Schamil") – kolaboracyjna jednostka wojskowa specjalnego przeznaczenia złożona z Niemców i górali kaukaskich w służbie Niemiec podczas II wojny światowej.
Niemieckie dowództwo zamierzało wykorzystać działalność miejscowych powstańców na północnym Kaukazie dla własnych celów. Postanowiło połączyć wszystkie oddziały powstańcze pod jednym dowództwem oraz wysłać członków grup specjalnych jako doradców i instruktorów wojskowych. W październiku 1941 r. pod auspicjami niemieckiego wywiadu wojskowego Abwehra utworzono komando specjalne o kryptonimie "Szamil" (nazwa pochodzi od legendarnego bohatera kaukaskiego z XIX wieku - Szamila), które składało się z ok. 150 Niemców i górali kaukaskich. Pochodzili oni z 804 pułku Dywizji Brandenburg, skierowanego na kaukaski odcinek frontu. Dowódcą komanda został por. Erhard Lange z Abwehry. Żołnierze komanda przeszli w Austrii 9-miesięczne przeszkolenie specjalne w zakresie dywersji, wywiadu i działań propagandowych w celu ich prowadzenia za liniami sowieckimi po dotarciu na Kaukaz. 
25 września 1942 r. została zrzucona na spadochronach w rejonie Groznego i Majkopu 30-osobowa grupa dywersyjna pochodząca z komanda "Szamil". Miała ona za zadanie paraliżowanie sowieckich linii komunikacyjnych poprzez niszczenie mostów i linii kolejowych, a także opanowanie i zabezpieczenie urządzeń wydobywczych ropy naftowej w Groznym. Następnie jej członkowie mieli połączyć się z miejscowymi powstańcami, aby zorganizować wspólne siły powstańcze. Oprócz niej na terytorium Czeczeno-Inguszetii Niemcy zrzucili jeszcze dwie grupy dywersyjno-zwiadowcze, które miały wypełniać podobne zadania. Członkiem jednej z nich był emigrant urodzony w Dagestanie Osman Saidnurow (Gube), mianowany przez Niemców formalnie pułkownikiem, który miał pełnić rolę głównego koordynatora wszystkich sił powstańczych w Czeczeno-Inguszetii. Jednakże pod koniec września natarcie niemieckich wojsk zostało powstrzymane przez Armię Czerwoną, a następnie zmuszone do odwrotu, w związku z czym sabotażyści z "Schamil" i pozostałych grup zostali po pewnym czasie wyłapani lub zabici przez Sowietów. Niektórzy przedostali się na stronę niemiecką.